# Siete Palmas Barrio Abajo
Siete Palmas Barrio Abajo är en ort i Mexiko.   Den ligger i kommunen Ixhuatlán de Madero och delstaten Veracruz, i den sydöstra delen av landet, 190 km nordost om huvudstaden Mexico City. Siete Palmas Barrio Abajo ligger 108 meter över havet och antalet invånare är 304.
Terrängen runt Siete Palmas Barrio Abajo är huvudsakligen kuperad, men västerut är den platt. Runt Siete Palmas Barrio Abajo är det ganska tätbefolkat, med 54 invånare per kvadratkilometer. Närmaste större samhälle är La Ceiba, 3,9 km sydost om Siete Palmas Barrio Abajo. Omgivningarna runt Siete Palmas Barrio Abajo är en mosaik av jordbruksmark och naturlig växtlighet.